# Alaska (półwysep)
Alaska (ang. Alaska Peninsula), także Półwysep Aleucki (ang. Aleutian Peninsula) – półwysep w Ameryce Północnej, w stanie Alaska, rozciągający się na długości około 800 km na południowy zachód od głównej masy lądowej Alaski. Niekiedy zdarza się, że cały stan Alaska uznaje się błędnie za półwysep Alaska. Tymczasem jest to jedynie jego część wcinająca się w Ocean Spokojny, od północy oblewa go Zatoka Bristolska (Morze Beringa).
Wzdłuż półwyspu przebiega pasmo wulkanicznych Gór Aleuckich (Aleutian Range), którego najwyższe szczyty sięgają ponad 3000 m n.p.m. (Mount Redoubt – 3109 m n.p.m.). Jego przedłużenie stanowi łańcuch wysp Aleutów. 
Na półwyspie utworzono liczne obszary przyrody chronionej takie jak:
- Katmai National Park and Preserve,
- Aniakchak National Monument and Preserve,
- Becharof National Wildlife Refuge,
- Alaska Peninsula National Wildlife Refuge,
- Izembek National Wildlife Refuge.